# Muscini
Los muscinos (Muscini) son una tribu de dípteros braquíceros de la familia Muscidae.

## Géneros
- Dasyphora Robineau-Desvoidy, 1830[2]
- Eudasyphora Townsend, 1911
- Mesembrina Meigen, 1826
- Morellia Robineau-Desvoidy, 1830
- Musca Linnaeus, 1758
- Neomyia Walker, 1859
- Polietes Róndani, 1866
- Pyrellia Robineau-Desvoidy, 1830